# Johann Gottfried Galle
Johann Gottfried Galle, nemški astronom, * 9. junij 1812, Pabsthaus pri Gräfenhainnichnu, Nemčija, † 19. julij 1910, Potsdam, Nemčija.

## Življenje in delo
Galle je bil najprej gimnazijski profesor v Gubnu in Berlinu. Od leta 1835 je delal kot pomočnik na Observatoriji Berlin, kjer je bil predstojnik znani astronom Encke. Kot pomočniku mu je Le Verrier 23. septembra 1846 v observatorij poslal izsledke svojih preračunov tira Neptuna. Tako je še istega dne skupaj s pomočnikom d'Arrestom lahko določil planet, ker so imeli v Berlinu boljše zvezdne karte tistega dela neba kot pa v Cambridgeu, kjer je John Adams leta 1845 končal potrebne preračune in jih pokazal kraljevemu astronomu Airyju, ki je prosil Challisa, da bi poiskal planet s 300 mm daljnogledom, ki je bil tedaj največji v Angliji. Novi planet, ki so ga kasneje imenovali Neptun, se je nahajal v ozvezdju Strelca samo 52 ločne minute od mesta kot ga je izračunal Le Verrier.
Galle je leta 1851 postal predstojnik Observatorija v Breslau. Zasnoval je nov postopek meritve Sončeve paralakse z opazovanjem malih planetov (planetoidov, asteroidov).
Leta 1840 je odkril tri komete in izdelal nov postopek za določevanje zemljepisne širine. Raziskoval je male planete in meteorje. Že leta 1838 je predpostavil obstoj slabega notranjega obroča v Saturnovem sistemu.

## Priznanja
Poimenovanja
Po njem se imenuje asteroid glavnega pasu 2097 Galle.